# Sturzkampfgeschwader 3
3-тя ескадра пікіруючих бомбардувальників (нім. Sturzkampfgeschwader 3, (StG 3) — ескадра пікіруючих бомбардувальників Люфтваффе за часів Другої світової війни. 18 жовтня 1943 переформована на 3-тю штурмову ескадру.

### Основні райони базування штабу 3-ї ескадри пікіруючих бомбардувальників[1]
| Час                          | Місто                    | Основний літак         |
| ---------------------------- | ------------------------ | ---------------------- |
| 9 липня — грудень 1940       | Дінар                    | Ju 87B                 |
| грудень 1940 — січень 1941   | Ехтердінген              | Ju-87B/R               |
| січень — 13 лютого 1941      | Трапані                  | Ju 87R                 |
| 13 лютого — березень 1941    | Бір-Дуфан                | Ju 87R                 |
| березень 1941                | Ваді Тамет, біля Меденін | Ju 87R                 |
| березень — квітень 1941      | Нофалія                  | Ju 87R                 |
| квітень 1941                 | Грац                     | Ju 87R                 |
| квітень — травень 1941       | Лариса                   | Ju 87R                 |
| травень — червень 1941       | Аргос                    | Ju 87R                 |
| червень — серпень 1941       | Іракліон                 | Ju 87R                 |
| серпень — грудень 1941       | Дерна                    | Ju 87R                 |
| грудень 1941                 | Беніна                   | Ju 87R                 |
| грудень 1941 — 1 січня 1942  | Арко-дей-Філені          | Ju 87R                 |
| 1 січня — лютий 1942         | Адждабія                 | Ju 87R                 |
| лютий — березень 1942        | Берка                    | Ju 87R                 |
| березень — травень 1942      | Дерна                    | Ju 87R, He 111, Bf 110 |
| травень — червень 1942       | Ель-Газала               | Ju 87R, He 111, Bf 110 |
| червень — 22 червня 1942     | Тімімі                   | Ju 87R, He 111, Bf 110 |
| 22 червня — 1 липня 1942     | кратер Бу-Ганія          | Ju 87R, He 111, Bf 110 |
| 1 липня — липень 1942        | Фука                     | Ju 87R, He 111, Bf 110 |
| липень — серпень 1942        | Бір-ель-Абд              | Ju 87R, Bf 110         |
| серпень — листопад 1942      | Хаггаг ель-Кассаба       | Bf 110, Ju 87D         |
| листопад 1942                | Камбут                   | Ju 87D                 |
| 9 — 20 листопада 1942        | Ель-Аоуна                | Ju 87D                 |
| 20 листопада — 2 грудня 1942 | Джедейда                 | Ju 87D                 |
| грудень 1942 — червень 1943  | Герцогенаурах            | Ju 87D                 |
| червень — 18 жовтня 1943     | Елефсін                  | Ju 87D                 |

## Командування

### Командири
- оберст Карл Ангерштайн (нім. Karl Angerstein) (10 січня — 16 липня 1940);
- оберстлейтенант Георг Едерт (нім. Georg Edert) (27 липня 1940 — 1 квітня 1941);
- оберстлейтенант Карл Кріст (нім. Karl Christ) (1 квітня 1941— 28 лютого 1942);
- оберстлейтенант Вальтер Зігель (нім. Walter Sigel) (1 березня 1942 — 1 квітня 1943);
- оберст Курт Кульмей (нім. Kurt Kuhlmey) (1 квітня — 18 жовтня 1943).